# Phare du Cap Ghir
Le phare du Cap Ghir est un phare situé sur le cap Ghir, à 40 km au nord-ouest du port d'Agadir (région de Souss-Massa - Maroc).
Il est géré par l'autorité portuaire et maritime au sein du ministère de l'Équipement, du Transport, de la Logistique et de l'Eau.

## Histoire
1932. Actif; plan focal 85 m (279 pieds); flash blanc chaque 5
Le phare est une tour cylindrique en maçonnerie ronde de 41 m du haut avec galerie et lanterne. Le phare est peint en blanc et le dôme de la lanterne est gris métallique. Les maisons des gardiens d'un étage et les bâtiments annexes sont autour du phare dans un enclos muré.
Ce phare marque un des caps les plus en vue de la côte atlantique du Maroc. Il est érigé sur le cap, à côté de la route côtière principale à environ 40 km au nord-ouest d'Agadir. Il émet, à 85 m au-dessus du niveau de la mer, un groupe de 3 éclats blancs toutes les 5 secondes visible jusqu'à 40 km.

Identifiant : ARLHS : MOR005 - Amirauté : D2608 - NGA : 23236 .

### Lien connexe
- Liste des phares du Maroc